# Phalacrus coruscus
Phalacrus coruscus is een keversoort uit de familie glanzende bloemkevers (Phalacridae). De wetenschappelijke naam van de soort werd in 1797 gepubliceerd door Georg Wolfgang Franz Panzer.